# Oops (magazine)
Oops est un magazine bimensuel de presse people paraissant en France et dans les pays francophones.

## Principe
Oops!  a été lancé dans les kiosques le 14 mars 2008. Fondé par Julien Derain et Laurent Hopman, le titre a été acheté en 2014 par l'éditeur Frédéric Truskolaski.
Sur l'année 2015, Oops! est le seul magazine people français à voir ses ventes augmenter.

## Poursuites judiciaires
En juin 2015, le magazine crée un buzz mondial en affirmant que Rihanna était enceinte de Leonardo DiCaprio. Information reprise par des médias du monde entier à la suite du dépôt de plainte de Leonardo DiCaprio pour atteinte à la vie privée. L'éditeur Frédéric Truskolaski exprime que « Nous avons pensé que Rihanna pouvait être enceinte mais nous ne savons pas, évidemment ». Le magazine est condamné à verser 8.000 euros de dommages et intérêts à la star.
À partir de 2018, le magazine Oops a publié plusieurs articles critiquant son concurrent Public, notamment sur l'affaire Jeremstar. Oops et son directeur Frédéric Truskolaski ont été condamnés à plusieurs reprises pour diffamation, les tribunaux ayant estimé que ces articles visaient en réalité à déstabiliser la direction de Public dans le but de racheter le magazine.

## Tirage et diffusion
| Années                 | 2010    | 2011    | 2012    | 2013    | 2014    | 2015    |
| ---------------------- | ------- | ------- | ------- | ------- | ------- | ------- |
| Tirage                 | 389 252 | 348 143 | 303 770 | 262 784 | 230 201 | 228 701 |
| Diffusion France payée | 238 670 | 212 479 | 189 343 | 159 259 | 135 702 | 138 752 |
| Diffusion totale       | 263 991 | 236 957 | 210 705 | 176 691 | 146 606 | 152 078 |